# 氷川透
氷川 透（ひかわ とおる）は、日本の推理作家。本格ミステリ作家クラブ会員。

## 略歴
東京大学文学部卒業。覆面作家で、細かなプロフィールは伏せられている。前期エラリー・クイーン風のロジックパズル的作品を得意とする。
長篇『真っ暗な夜明け』（2000年）で第15回メフィスト賞を獲得した。

## 作品

### 「氷川透」シリーズ
- 『真っ暗な夜明け』（講談社ノベルス） 2000年 ISBN 4-06-182129-6
- 『密室は眠れないパズル』（原書房） 2000年 ISBN 4-562-03313-4、のち改題『眠れない夜のために』 - 第8回鮎川哲也賞最終候補
- 『最後から二番めの真実』（講談社ノベルス） 2001年 ISBN 4-06-182170-9
- 『人魚とミノタウロス』（講談社ノベルス） 2002年 ISBN 4-06-182207-1
- 『密室ロジック』（講談社ノベルス） 2003年 ISBN 4-06-182310-8

### 「各務原氏の逆説」シリーズ
- 『各務原氏の逆説』（トクマ・ノベルズ） 2004年 ISBN 4-19-850636-1
- 『見えない人影 各務原氏の逆説』（トクマ・ノベルズ） 2005年 ISBN 4-19-850660-4

### その他
- 『追いし者追われし者』（原書房、ミステリー・リーグ） 2002年 ISBN 4-562-03522-6
- 『逆さに咲いた薔薇』（カッパ・ノベルス） 2004年 ISBN 4-334-07582-7

### 単行本未収録作品
- 「AUジョー」（カッパ・ノベルス『21世紀本格』収録） 2001年  ISBN 4-334-07449-9
- 「あす死んだ人」（講談社、『エソラ vol.1 2004.12 (esola)』収録） 2004年 ISBN 4-06-179552-X

## 関連論文
- 諸岡卓真「多層化する境界線 - 氷川透『人魚とミノタウロス』論」（北海道大学国語国文学会、『国語国文研究』125号 2003年10月）